# Orgel der Schlosskirche in Lahm (Itzgrund)
Die Orgel der Schlosskirche in Lahm wurde 1728–1732 von Heinrich Gottlieb Herbst aus dem mitteldeutschen Halberstadt im fränkischen Lahm in der Schlosskirche erbaut. Da die barocke Substanz im Wesentlichen erhalten blieb, ist sie ein wertvolles Zeugnis des mitteldeutschen Orgelbaus im 18. Jahrhundert. Die Orgel besitzt zwei Manuale und Pedal sowie 29 klingende Register.

## Baugeschichte
Im Rahmen des Baus der Schlosskirche 1728–1732 ließ der Patronatsherr Adam Heinrich Gottlob von Lichtenstein eine repräsentative Orgel von Heinrich Gottlieb Herbst, Sohn von Heinrich Herbst dem Jüngeren, errichten. Durch verwandtschaftliche Beziehungen nach Schloss Erxleben bei Haldensleben, der Familie seiner ersten Frau Anna Ursula Catharina von Alvensleben gehörte das Schloss, war von Lichtenstein auf Herbst aufmerksam geworden. Die feierliche Orgelweihe fand bei der Kircheneinweihung am 4. Mai des Jahres 1732, dem Sonntag Jubilate, statt.
Ungeklärt ist, ob es einen Einfluss Johann Sebastian Bachs durch seinen Neffen Johann Lorenz Bach auf die Disposition gegeben hat. Dieser war 1715–1717 sein Schüler in Weimar und über ein halbes Jahrhundert (1718–1773) Schulmeister, Kantor und Organist der Schlosskirche.
Eine größere Reparatur führte im Jahr 1842 der Neustadter Orgelbauer Hofmann für 290 Gulden durch. Im 20. Jahrhundert wurden drei Restaurierungen durchgeführt. 1934, nach mehr als 200 Jahren, führte die Firma Steinmeyer (Oettingen) die erste Generalüberholung des Instrumentes durch und machte die Orgel ganz behutsam wieder voll funktionsfähig. Dabei wurde die Pedalposaune erstmals zum Klingen gebracht und die Stimmung geringfügig erhöht. 1962 folgten Arbeiten durch Paul Ott (Göttingen). Im Oktober 1978 wurde die Orgel anlässlich von Bauarbeiten in der Kirche abgebaut. Die letzte Restaurierung führte im Jahr 1983 die Firma Hoffmann und Schindler (Ostheim vor der Rhön) aus. Derzeit (Stand: 2011) wird die Orgel durch den Bamberger Orgelbauer Thomas Eichfelder gewartet.
Am 11. September 2011 fand der Erste Deutsche Orgeltag an der Herbstorgel in der Schlosskirche Lahm statt.

## Disposition seit 1732
| I Hauptwerk CD–c3 |                  |     |
| 01.               | Quinta Thöne     | 16′ |
| 02.               | Principal        | 08′ |
| 03.               | Viola di Gamba 0 | 08′ |
| 04.               | Gedact           | 08′ |
| 05.               | Quinta           | 06′ |
| 06.               | Octav            | 04′ |
| 07.               | Flaut-Douce      | 04′ |
| 08.               | Nassat           | 03′ |
| 09.               | Super-Octav      | 02′ |
| 10.               | Mixtur IV        |     |
| 11.               | Trompet          | 08′ |

| II Oberwerk CD–c3 |                     |    |
| 12.               | Quinta Thöne        | 8′ |
| 13.               | Gems Horn           | 8′ |
| 14.               | Praestanda          | 4′ |
| 15.               | Flaut-Traversiere 0 | 4′ |
| 16.               | Waldflöte           | 2′ |
| 17.               | Sexquialtera II     |    |
| 18.               | Cymbel III          |    |
| 19.               | Vox humana          | 8′ |

| Pedalwerke CD–d1 |                 |     |
|                  | in der Brüstung |     |
| 20.              | Violon-Bass     | 16′ |
| 21.              | Principal       | 08′ |
| 22.              | Octav           | 04′ |
| 23.              | Mixtur V        |     |
| 24.              | Posaunen-Baß    | 16′ |
| 25.              | Trompete        | 08′ |
|                  | an der Rückwand |     |
| 26.              | Sub-Baß         | 16′ |
| 27.              | Quint-grosso    | 12′ |
| 28.              | Getact          | 08′ |
| 29.              | Posaunen-Baß    | 32′ |

- Koppeln: II/I.
- 2 Cymbelsterne (in den beiden großen Pedaltürmen)
- Geschwinder/langsamer Tremulant.
- Kalkantenglocke

## Technische Daten
- 29 Register
- Traktur:
  - Tontraktur: mechanisch
  - Registertraktur: mechanisch
- Windversorgung:
  - Winddruck: 68 mmWS

## Prospekt

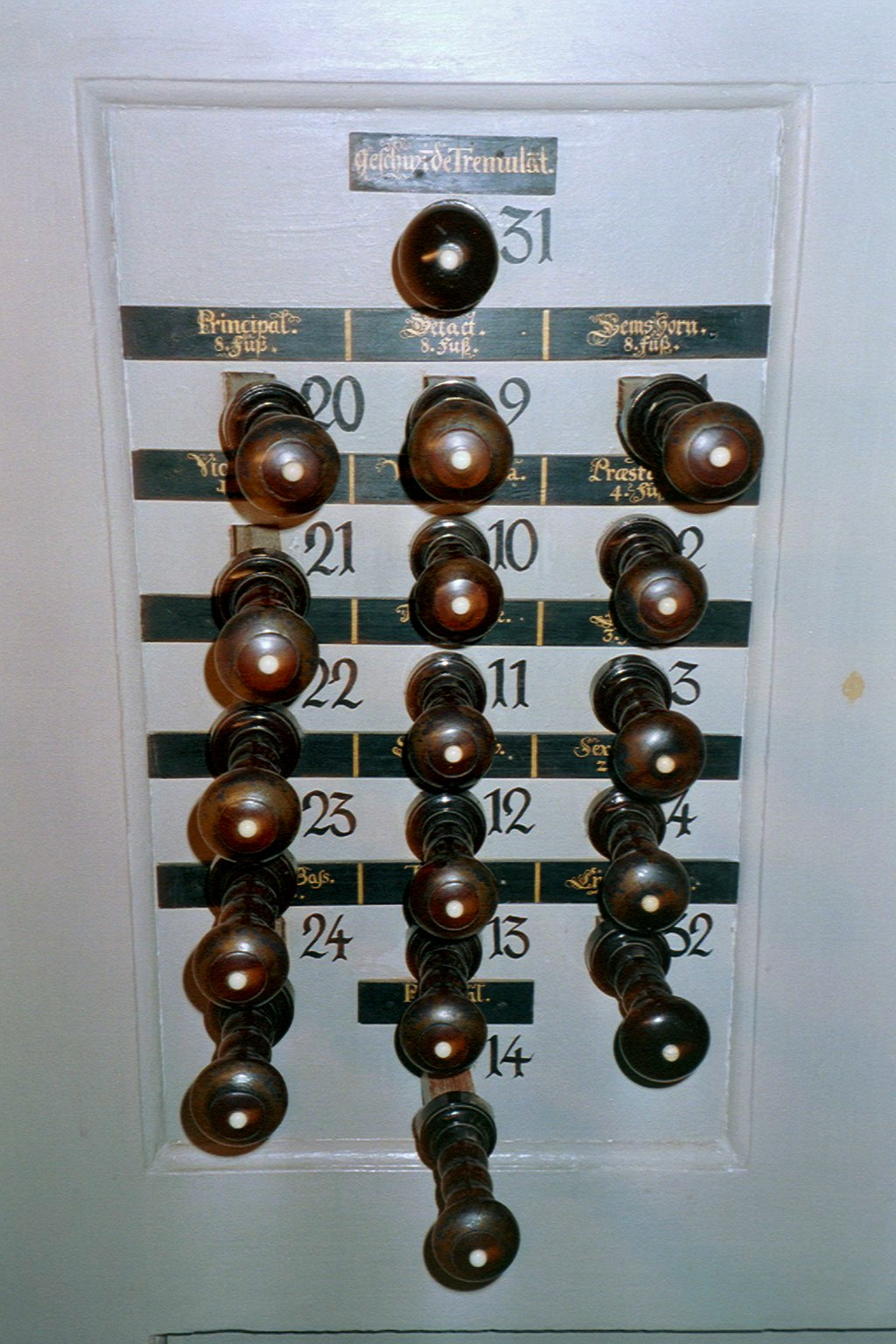
Registerzüge links

Der Orgelprospekt besteht aus drei getrennten Gehäusekästen. In der Mitte steht der Hauptprospekt und seitlich die Pedalprospekte in Turmform, nach norddeutschem Vorbild angebracht. Der Hauptprospekt besteht aus fünf Teilen und hat einen geraden Grundriss unter einem durchschwingenden, geschweiften Obergesims. Oben in der Mitte ist das Lichtensteiner Wappen angebracht. Die Pedaltürme bestehen aus je zwei unterschiedlich hohen Rechteckfeldern. Die größeren Türme schmücken je ein Zimbelstern und große Vasen als Aufsatz. Das Schnitzwerk ist feines Rankenwerk mit Akanthusblättern und aufgelegtem Bandwerk, das eine Palmette trägt.
Der Spielschrank im Untergehäuse des Hauptprospektes beherbergt zwei schwarze Manualklaviaturen und 34 Registerzüge zu je drei senkrechten Reihen mit jeweils fünf, sieben, fünf Zügen übereinander.